# Cessione messicana

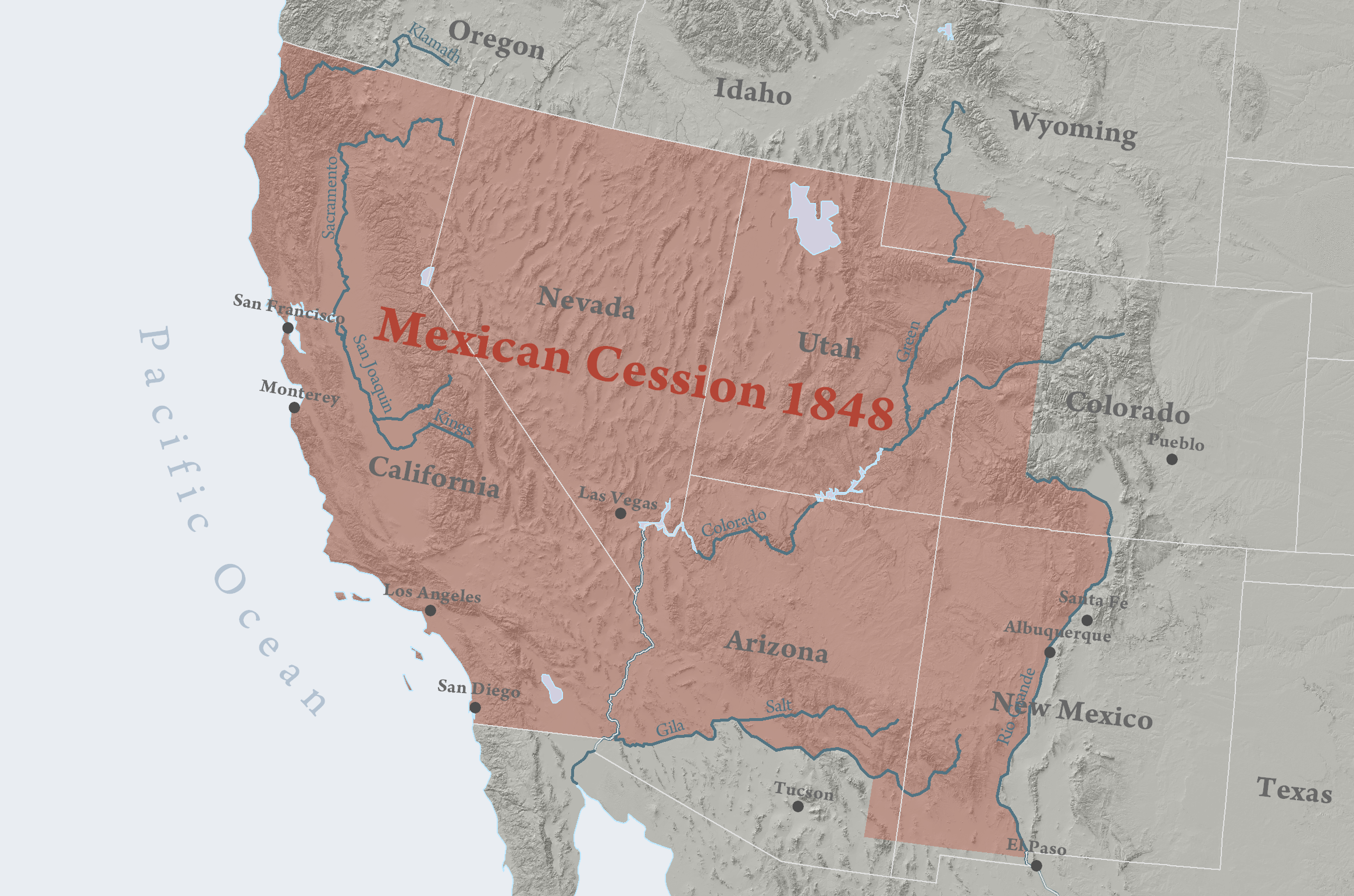
L'area che il Messico cedette agli Stati Uniti nel 1848, a meno dei territori reclamati dal Texas. All'area della cessione messicana corrispondono gli Stati federati odierni di California, Nevada, Utah, la maggior parte dell'Arizona, la parte ovest del Nuovo Messico, il quarto ovest del Colorado e l'angolo a sudovest del Wyoming.

La cessione messicana (in spagnolo cesión mexicana) è la regione negli odierni Stati Uniti sud-occidentali che il Messico cedette agli Stati Uniti con il trattato di Guadalupe Hidalgo nel 1848 dopo la guerra messico-statunitense. Questa regione non faceva parte delle aree ad est del Rio Grande che erano state rivendicate dalla Repubblica del Texas, anche se la risoluzione di annessione del Texas due anni prima non aveva specificato il confine meridionale e occidentale del nuovo Stato del Texas. Con circa 529 000 miglia quadre (1 370 000 km²), la cessione messicana è la terza acquisizione di territorio più grande nella storia degli Stati Uniti, superata solo dalle 827 000 miglia quadre (2 140 000 km²) dell'acquisto della Louisiana e 586 000 miglia quadre (1 520 000 km²) dell'acquisto dell'Alaska.
La maggior parte dell'area faceva parte del territorio messicano dell'Alta California, mentre una striscia sudorientale sul Rio Grande era stata parte di Santa Fe de Nuevo México, il cui territorio e popolazione erano per lo più ad est del Rio Grande, su una zona rivendicata dalla Repubblica del Texas fin dal 1835, ma mai sotto controllo e neppure avvicinato a parte la spedizione texana di Santa Fe. Il Messico aveva lasciato una notevole autonomia al territorio in seguito noto come cessione messicana, e vi erano state registrate diverse rivolte e una modesta presenza di truppe inviate dal Messico centrale, nel periodo 1821-22 dopo l'indipendenza dalla Spagna fino al 1846, quando le forze militari statunitensi presero il controllo della California e del Nuovo Messico allo scoppio del guerra messico-statunitense. Il confine settentrionale del 42º parallelo nord fu stabilito dal trattato Adams-Onís, firmato dagli Stati Uniti e dalla Spagna nel 1821 e ratificato dal Messico nel 1831 nel trattato dei confini tra Messico e Stati Uniti. Il confine della cessione messicana corrispondeva al territorio rivendicato del Texas oltre il Rio Grande, e si estendeva a nord delle sorgenti del Rio Grande, senza corrispondenza ai confini territoriali messicani. Il confine meridionale fu stabilito dal trattato di Guadalupe Hidalgo e seguì i confini messicani tra l'Alta California (a nord) e Bassa California e Sonora (a sud). Gli Stati Uniti pagarono al Messico 15 milioni di dollari con per i danni causati dalla guerra, non per la terra che divenne nota come la cessione messicana.

## Guerra messico-statunitense

Una mappa del Messico, 1835–1846, con evidenziati i movimenti separatisti

L'Alta California e Santa Fe de Nuevo México furono occupate dagli Stati Uniti subito dopo l'inizio della guerra e l'ultima resistenza fu sottomessa nel gennaio 1847, ma il Messico non voleva accettare la perdita di territorio. Pertanto, durante il 1847, le truppe degli Stati Uniti invasero il Messico centrale e occuparono la capitale messicana, Città del Messico; ciò nonostante, nessun governo messicano era disposto a ratificare il trasferimento dei territori settentrionali agli Stati Uniti. Non era chiaro se fosse possibile raggiungere un trattato. Negli Stati Uniti addirittura la completa annessione del Messico era ipotizzata dai Democratici dell'Est, ma ad essa erano opposti quelli del Sud come John C. Calhoun, che volevano territorio aggiuntivo per i loro raccolti ma non la numerosa popolazione del Messico centrale.
Alla fine Nicholas Trist, l'inviato degli Stati Uniti in Messico per le negoziazioni, elaborò il trattato di Guadalupe Hidalgo, ridefinendo esplicitamente il confine tra Messico e Stati Uniti all'inizio del 1848, proseguendo nelle trattative anche dopo che il presidente Polk aveva tentato di richiamarlo negli Stati Uniti, giudicando insoddisfacente il suo operato. Sebbene il Messico non vendette esplicitamente alcun territorio ai sensi del trattato, il nuovo confine ebbe l'effetto di trasferire l'Alta California e Santa Fe de Nuevo México al controllo degli Stati Uniti. Altrettanto importante, il nuovo confine riconobbe anche la perdita del Texas da parte del Messico, sia la parte centrale orientale che le rivendicazioni occidentali, nessuna delle quali era stata formalmente riconosciuta dal Messico fino a quel momento.
Il Senato degli Stati Uniti approvò il trattato, respingendo sia l'emendamento di Jefferson Davis, che voleva annettere anche la maggior parte del nord-est del Messico, sia quello di Daniel Webster, che chiedeva di non annettere né l'Alta California né Santa Fe de Nuevo México. Gli Stati Uniti versarono al Messico 15 milioni di dollari (482 milioni in dollari 2016) per i danni causati dalla guerra nel territorio del Messico e accettarono di accollarsi debiti per 3,25 milioni di dollari nei confronti di cittadini statunitensi.
La cessione messicana come comunemente intesa (cioè escluse le terre rivendicate dal Texas) ammontava a 525 000 miglia quadre (1 400 000 km²), ovvero il 14,9% della superficie totale degli attuali Stati Uniti. Includendo anche le rivendicazioni del Texas, il totale arriva a 750 000 miglia quadre (1 900 000 km²). Se si conteggia tutto il Texas, dal momento che il Messico non aveva precedentemente riconosciuto la perdita di nessuna parte del Texas, l'area totale ceduta in base a questo trattato sarebbe di 915 000 miglia quadre (2 400 000 km²).
Tutto il territorio perduto dal Messico, se si include il Texas, costituiva il 54% del suo territorio totale prima del 1836. La cessione messicana era rimasta nel Messico per soli quindici anni, dal 1821 (data dell'indipendenza messicana) alla rivolta texana nel 1836, e ne costituiva circa il 42% del territorio; prima di allora, aveva fatto parte della colonia spagnola della Nuova Spagna per circa tre secoli. A partire dall'inizio del XVII secolo una serie di missioni e insediamenti cattolici si era stabilita in tutta la regione del Nuovo Messico, per lo più lungo il corso del Rio Grande, dall'area di El Paso a Santa Fe.

## Organizzazione dei territori e conflitto Nord-Sud
Subito dopo l'inizio della guerra e molto prima della negoziazione del nuovo confine Messico-Stati Uniti, la questione della schiavitù nei territori da acquisire vide affrontarsi gli Stati del Nord e quelli del Sud nel più aspro conflitto a base geografica fino a questo momento, che causò uno stallo del sistema politico durato quattro anni durante i quali il secondo sistema partitico si sfaldò, i pionieri mormoni si stabilirono nello Utah, i cercatori d'oro arrivarono in California, e il Nuovo Messico sotto un governo militare federale degli Stati Uniti respinse il tentativo del Texas di impossessarsi del territorio che rivendicava, fino al Rio Grande. Alla fine il compromesso del 1850 preservò l'Unione, ma solo per un altro decennio. Tra i tentativi di uscire dallo stallo vi furono:
- La pregiudiziale Wilmot, proposta dal deputato del Congresso David Wilmot, vietava la schiavitù in qualsiasi nuovo territorio da acquisire dal Messico, escluso il Texas che era stato annesso l'anno precedente. Fu approvata dalla Camera dei rappresentanti nell'agosto 1846 e nel febbraio 1847 ma non dal Senato. In seguito vi fu un tentativo fallito di introdurre la pregiudiziale anche nel trattato di Guadalupe Hidalgo.
- Emendamenti senza successo alla pregiudiziale Wilmot di William W. Wick e poi di Stephen A. Douglas che estendevano la linea di compromesso del Missouri (36° 30' parallelo nord) a ovest fino al Pacifico, consentendo la schiavitù nella maggior parte dell'attuale Nuovo Messico e Arizona, Las Vegas e la California meridionale, nonché qualsiasi altro territorio che avrebbe potuto essere acquisito dal Messico. La linea fu nuovamente proposta dalla Convenzione di Nashville del giugno 1850.
- Il "principio di sovranità popolare", avanzato da Lewis Cass e Douglas per poi diventare la posizione del Partito Democratico, per cui ogni territorio poteva decidere se consentire la schiavitù o meno, tramite referendum tra i suoi abitanti.
- Il "programma dell'Alabama" di William L. Yancey, approvato dai parlamenti dell'Alabama e della Georgia e dalle convenzioni statali del Partito Democratico in Florida e Virginia, chiedeva che non vi fossero restrizioni alla schiavitù nei territori né dal governo federale né dai governi territoriali prima della costituzione in Stati, si opponeva a tutti i candidati che sostenevano la pregiudiziale Wilmot o la sovranità popolare, e proponeva una legge federale che annullasse le leggi messicane contro la schiavitù.
- Il generale Zachary Taylor, che divenne il candidato Whig nel 1848 e poi presidente dal marzo 1849 al luglio 1850, propose da presidente che l'intera area diventasse due Stati "liberi", senza schiavitù, chiamati California e Nuovo Messico ma molto più grandi di come poi furono costituiti. Nessuna zona sarebbe stata lasciata come territorio non organizzato o territorio organizzato, evitando la questione della schiavitù nei territori.
- La proposta dei mormoni per uno Stato di Deseret che inglobasse aree provenienti dalla cessione messicana ma escludendo le popolazioni più numerose della California settentrionale e del Nuovo Messico centrale era considerata di improbabile successo al Congresso, ma nel 1849 il presidente Taylor inviò il suo agente John Wilson a ovest con la proposta di unire California e Deseret come un unico Stato, diminuendo il numero di nuovi Stati liberi e mantenendolo più vicino a quello di Stati schiavisti (ogni Stato pesava uguale al Senato), e legittimando la Chiesa di Gesù Cristo dei santi degli ultimi giorni mormone.
- Il senatore Thomas Hart Benton nel dicembre 1849 o gennaio 1850: i confini occidentali e settentrionali del Texas sarebbero stati il 102º meridiano e il 34º parallelo.
- Il senatore John Bell (con l'assenso del Texas) nel febbraio 1850: il Nuovo Messico avrebbe ottenuto tutta la terra del Texas a nord del 34º parallelo (compreso l'odierno Texas Panhandle) e l'area a sud (compresa la parte sud-orientale dell'odierno Nuovo Messico) sarebbe stata divisa dal fiume Colorado del Texas in due Stati schiavisti, bilanciando l'ammissione della California e del Nuovo Messico come Stati liberi.[4]
- Prima bozza del compromesso del 1850: il confine nord-occidentale del Texas sarebbe stato una linea retta diagonale dal Rio Grande, a 30 km a nord di El Paso, fino al fiume Red River al 100º meridiano ovest (l'angolo sud-occidentale dell'odierno Oklahoma).

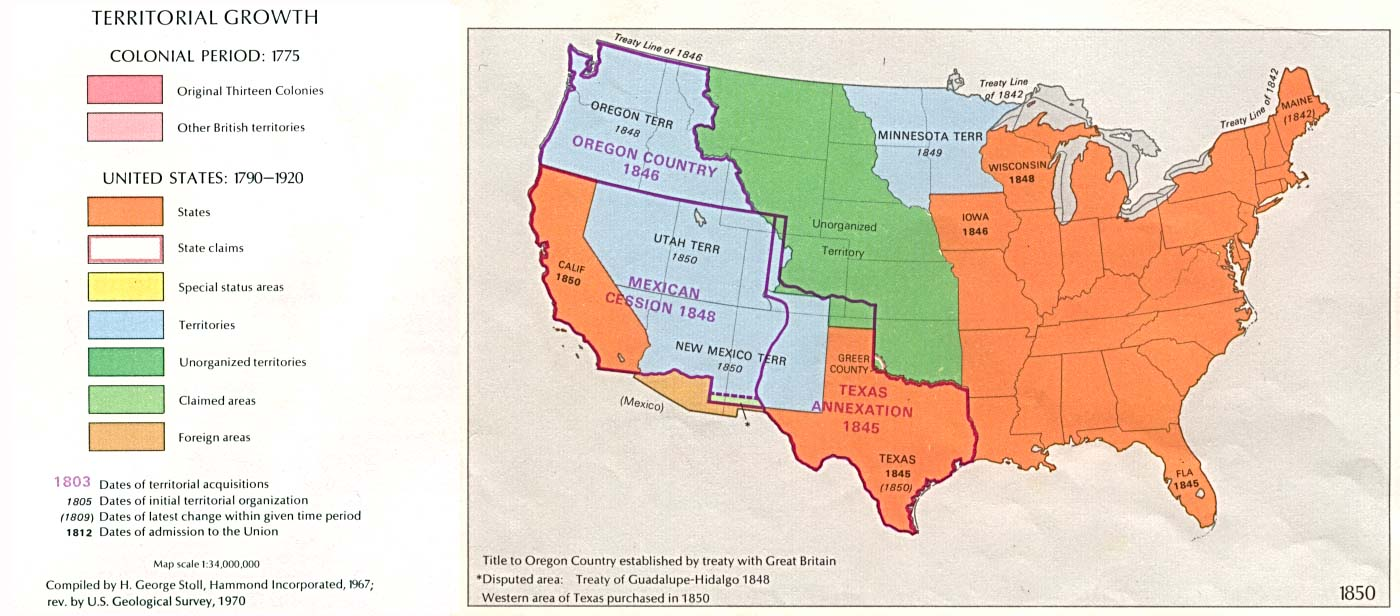
Territorio degli Stati Uniti alla fine del 1850

- Il compromesso del 1850 fu proposto da Henry Clay nel gennaio 1850; Douglas si occupò del suo iter verso l'approvazione da parte del Congresso, vincendo l'opposizione dei Whig del Nord e dei Democratici del Sud. Promulgato nel settembre 1850, ammise la California come Stato libero, inclusa la California meridionale, e organizzò il Territorio dello Utah e il Territorio del Nuovo Messico, nei quali la schiavitù doveva essere decisa dalla sovranità popolare. Il Texas rinunciò a rivendicare le aree contese a nord-ovest in cambio di una riduzione del debito statale, e le aree furono divise tra i due nuovi territori e in territorio non organizzato. El Paso, dove il Texas aveva creato con successo un governo di contea, fu lasciato al Texas. Non fu creato nessun territorio al Sud dominato dai sudisti (come il successivo ed effimero Territorio Confederato dell'Arizona). Inoltre, il commercio di schiavi fu abolito a Washington, ma non la schiavitù, e la legge sugli schiavi fuggiaschi fu rafforzata.

## Acquisto Gadsden
Divenne subito evidente che la cessione messicana non includeva un percorso adatto per una ferrovia transcontinentale che arrivasse a un porto nel Sud. La topografia del territorio del Nuovo Messico vedeva montagne che obbligavano qualsiasi ferrovia che partisse dalla costa meridionale del Pacifico ad andare verso nord, a Kansas City, Saint Louis o Chicago. Gli Stati del Sud, desiderosi di avere a disposizione una tale ferrovia per il loro commercio (e sperando di stabilire uno Stato schiavista sulla costa del Pacifico), reclamarono l'acquisizione di terreni adatti alle ferrovie a spese del Messico, portando così all'acquisto Gadsden del 1853.